# Szen Char Wenachi
Szen Char Wenachi (gruz. შენ ხარ ვენახი, pol. Tyś jest winnicą) – średniowieczny hymn gruziński.
Autorstwo tekstu przypisuje się królowi Dymitrowi I (miał go stworzyć w kompleksie monastyrów Dawit Garedża, gdzie przebywał jako mnich). Pieśń poświęcona jest Marii i Gruzji jako krajowi poddanemu jej opiece. Utwór jest wykorzystywany jako modlitwa pochwalna w Gruzińskim Kościele Prawosławnym.
W czasach sowieckich hymn ten był praktycznie jedynym hymnem kościelnym dopuszczonym do powszechnego wykonywania, ponieważ tekst nie zawiera bezpośrednich odniesień do obrazów chrześcijańskich i dlatego może być interpretowany jako pochwała winorośli, podstawy produkcji wina.

## Tekst
| Tekst gruziński | Transliteracja | Tłumaczenie polskie |
| --- | --- | --- |
| შენ ხარ ვენახი, ახლად აყვავებული, ნორჩი კეთილი, ედემს შინა ნერგული, (ალვა სუნელი, სამოთხეს ამოსული,) (ღმერთმან შეგამკო ვერვინა გჯობს ქებული,) და თავით თვისით მზე ხარ და გაბრწყინვებული | shen khar venakhi, akhlad aq'vavebuli. norchi k'etili, edems shina nerguli. (alva suneli, samotkhes amosuli.) (ghmertman shegamk'o vervina gjobs kebuli.) da tavit tvisit mze khar da gabrts'q'invebuli | Jesteś nowo rozkwitłą winnicą. Młodą, piękną, dorastającą w Edenie, (Pachnącą sadzonką topoli w raju.) (Niech Bóg cię błogosławi. Nie ma nikogo bardziej godnego pochwały.) Tyś sama jest słońcem, które świeci jasno. |